# Fundo Monetário Internacional
Fundo Monetário Internacional (FMI) é uma organização internacional criada em 1944 na Conferência de Bretton Woods (formalmente criada em 27 de dezembro de 1945 por 29 países-membros e homologado pela ONU em abril de 1966) com o objetivo, inicial, de ajudar na reconstrução do sistema monetário internacional no período pós-Segunda Guerra Mundial. Os países contribuem com dinheiro para o fundo através de um sistema de quotas a partir das quais os membros com desequilíbrios de pagamento podem pedir fundos emprestados temporariamente. Através desta e outras atividades, tais como a vigilância das economias dos seus membros e a demanda por políticas de autocorreção, o FMI trabalha para melhorar as economias dos países.
O FMI se considera "uma organização de 191 países, trabalhando para promover a cooperação monetária global, a estabilidade financeira segura, facilitar o comércio internacional, promover elevados níveis de emprego e crescimento econômico sustentável e reduzir a pobreza do mundo". Os objetivos declarados da organização são promover a cooperação econômica internacional, o comércio internacional, o emprego e a estabilidade cambial, inclusive mediante a disponibilização de recursos financeiros para os países membros para ajudar no equilíbrio de suas balanças de pagamentos. Sua sede fica em Washington, D.C., Estados Unidos.

## Histórico e objetivos
Após a quebra da bolsa de Nova Iorque em 1929, os países vinham implantando práticas protecionistas, e na Europa prevaleceu a política de desvalorização induzida da moeda para aumentar sua competitividade. No fim da Segunda Guerra Mundial, os países aliados decidiram por implantar um sistema mais liberalista, e é neste contexto que se desenvolveu o Sistema de Bretton Woods, composto pelo Fundo Monetário Internacional, o Banco Internacional para Reconstrução e Desenvolvimento (BIRD) e a Organização Internacional do Comércio (OIC). Caberia ao FMI fiscalizar as taxas de câmbio e conceder empréstimos em casos de desequilíbrio na Balança de pagamentos. Caso a taxa de câmbio ultrapassasse um "ponto de sustentação", o país deveria comprar ou vender sua moeda para manter a paridade com o dólar dos Estados Unidos dentro dos limites permitidos. O ponto de sustentação (ou "de intervenção") seria definido em 1% acima ou abaixo do câmbio original em dólar, e o câmbio original em dólar era definido por cada país no momento de sua adesão ao sistema. Por sua vez, os Estados Unidos deveriam manter a conversibilidade de sua moeda em 35 dólares por onça de ouro, e por isso este sistema ficou conhecido como "padrão dólar-ouro".

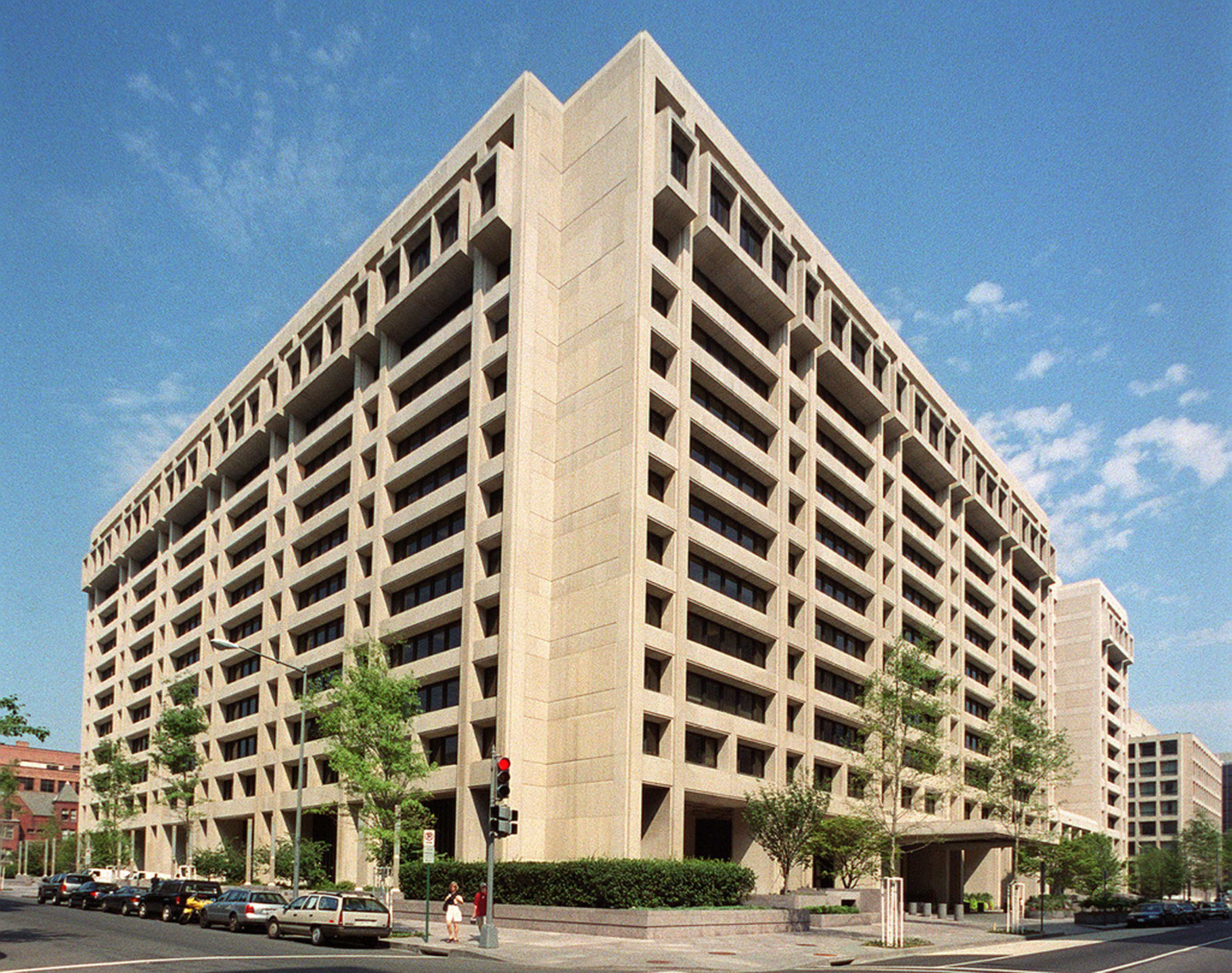
Sede do FMI em Washington, D.C.

O FMI foi criado em 1944 com 45 países representados inicialmente em Bretton Woods, New Hampshire, nos Estados Unidos.
Tem como objetivo básico zelar pela estabilidade do sistema monetário internacional, através da promoção da cooperação e da consulta de assuntos monetários entre os seus 188 países membros. Com exceção de Coreia do Norte, Cuba e Mônaco, todos os membros da ONU fazem parte do FMI. Juntamente com o BIRD, o FMI emergiu das Conferências de Bretton Woods como um dos pilares da ordem econômica internacional do pós-Guerra, além disso foi necessário a sua criação para evitar a repetição das desastrosas políticas econômicas que contribuíram para a Grande Depressão de 1929. O FMI tem como meta, evitar que desequilíbrios nos balanços de pagamentos e nos sistemas cambiais dos países membros que possam prejudicar a expansão do comércio e dos fluxos de capitais internacionais. O Fundo favorece a progressiva eliminação das restrições cambiais nos países membros e concede recursos temporariamente para evitar ou remediar desequilíbrios no balanço de pagamentos. Além disso, o FMI planeja e monitora programas de ajustes estruturais e oferece assistência técnica e treinamento para os países membros.

O FMI se autoproclama como: 
Uma organização de 188 países, trabalhando por uma cooperação monetária global, assegurar estabilidade financeira, facilitar o comércio internacional, promover altos níveis de emprego e desenvolvimento econômico sustentável, além de reduzir a pobreza.
Os objetivos da organização são; promover a cooperação monetária internacional, fornecendo um mecanismo de consulta e colaboração na resolução dos problemas financeiros; favorecer a expansão equilibrada do comércio, proporcionando níveis elevados de emprego e trazendo desenvolvimento dos recursos produtivos; oferecer ajuda financeira aos países membros em dificuldades econômicas, emprestando recursos com prazos limitados e contribuir para a instituição de um sistema multilateral de pagamentos e promover a estabilidade dos câmbios. No século XXI a organização passou a defender o neoliberalismo.
Em 2001 foi criado o Independent Evaluation Office, órgão responsável por promover avaliações independentes do trabalho da organização.

## Assembleia de Governadores

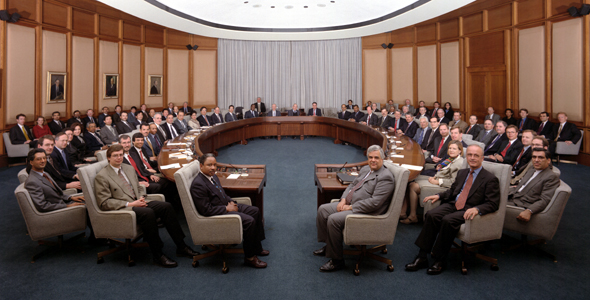
Assembleia de Governadores.

A autoridade decisória máxima do FMI é a Assembleia de Governadores do Fundo Monetário Internacional, formada por um representante titular e um alterno de cada país membro, geralmente ministros da economia ou presidentes dos bancos centrais.
A diretoria executiva, composta por 24 membros eleitos ou indicados pelos países ou grupos de países membros, é responsável pelas atividades operacionais do Fundo e deve reportar-se anualmente à Assembleia de Governadores. A diretoria executiva concentra suas atividades na análise da situação específica de países ou no exame de questões como o estado da economia mundial e do mercado internacional de capitais, a situação econômica da instituição, monitoramento econômico e programas de assistência financeira do Fundo.
A Assembleia de Governadores do FMI é assessorada ainda pelo "Comitê Interino" e pelo "Comité de Desenvolvimento" (conjunto com o BIRD), que se reúnem duas vezes por ano e examinam assuntos relativos ao sistema monetário internacional e à transferência de recursos para os países em desenvolvimento, respectivamente.
Teoricamente, os governadores elegem o presidente do FMI, porém, na prática, o presidente do Bird é sempre um cidadão dos Estados Unidos, escolhido pelo governo norte-americano. Já o director-presidente do FMI é tradicionalmente um europeu.
O dinheiro do FMI vem dos países-membros, entre os quais o Brasil e Portugal, por isso, o poder de voto depende da contribuição de cada país.

## Diretoria Executiva
As discussões a respeito dos problemas financeiros das nações e suas possíveis soluções são discutidas três vezes por semana, e constitui dever da Diretoria Executiva. É composta por 25 representantes. Existem 7 assentos permanentes e 18 membros da diretoria são eleitos bienalmente entre grupos de países. Os membros e seus respectivos grupos são:
- Permanentes: Estados Unidos (único acionista com poder de veto),[11] Japão, China, Alemanha, França, Reino Unido e Arábia Saudita.

| Membros eleitos    | Grupos |
| ------------------ | --- |
| Bélgica            | Andorra, Arménia, Bélgica, Bósnia e Herzegovina, Bulgária, Chipre, Croácia, Geórgia, Israel, Luxemburgo, Macedónia do Norte, Moldávia, Montenegro, Países Baixos, Romênia, Ucrânia                                             |
| Espanha            | Colômbia, Costa Rica, El Salvador, Espanha, Guatemala, Honduras, México |
| Malásia            | Brunei, Camboja, Fiji, Filipinas, Indonésia, Laos, Malásia, Nepal, Singapura, Tailândia, Tonga, Vietnã |
| Itália             | Albânia, Grécia, Itália, Malta, Portugal, San Marino |
| Coreia do Sul      | Austrália, Coreia do Sul, Ilhas Marshall, Ilhas Salomão, Kiribati, Micronésia, Mongólia, Nauru, Nova Zelândia, Palau, Papua-Nova Guiné, Samoa, Seicheles, Tuvalu, Vanuatu                                                      |
| Canadá             | Antígua e Barbuda, Bahamas, Barbados, Belize, Canadá, Dominica, Granada, Irlanda, Jamaica, Santa Lúcia, São Cristóvão e Neves, São Vicente e Granadinas                                                                        |
| Lituânia           | Dinamarca, Estônia, Finlândia, Islândia, Letónia, Lituânia, Noruega, Suécia |
| Turquia            | Áustria, Bielorrússia, Chéquia, Eslováquia, Eslovénia, Hungria, Kosovo, Turquia |
| Brasil             | Brasil, Cabo Verde, Equador, Guiana, Haiti, Nicarágua, Panamá, República Dominicana, Suriname, Timor-Leste, Trindade e Tobago                                                                                                  |
| Índia              | Bangladesh, Butão, Índia, Sri Lanka |
| Polónia            | Azerbaijão, Cazaquistão, Liechtenstein, Polônia, Quirguistão, Sérvia, Suíça, Tajiquistão, Turquemenistão, Uzbequistão |
| Rússia             | Rússia, Síria |
| Egito              | Bahrein, Catar, Egito, Emirados Árabes Unidos, Iémen, Iraque, Jordânia, Kuwait, Líbano, Maldivas, Omã, Somália |
| Paquistão          | Argélia, Gana, Irã, Líbia, Marrocos, Paquistão, Tunísia |
| Madagáscar         | África do Sul, Angola, Botswana, Comores, Essuatíni, Lesoto, Madagáscar, Malawi, Maurícia, Moçambique, Namíbia, Tanzânia, Zâmbia, Zimbabwe                                                                                     |
| Argentina          | Argentina, Bolívia, Chile, Paraguai, Peru, Uruguai |
| Costa do Marfim    | Benim, Burquina Fasso, Costa do Marfim, Gâmbia, Guiné, Guiné-Bissau, Libéria, Mali, Mauritânia, Níger, Nigéria, Senegal, Serra Leoa, Togo                                                                                      |
| República do Congo | Burundi, Camarões, Chade, Djibuti, Eritreia, Etiópia, Gabão, Guiné Equatorial, Quénia, República Centro-Africana, República Democrática do Congo, República do Congo, Ruanda, São Tomé e Príncipe, Sudão, Sudão do Sul, Uganda |

## Moeda
O ativo financeiro ou moeda do FMI é o Direito Especial de Saque (DES, em inglês Special Drawing Rights ou SDRs). Substitui o ouro e o dólar para efeitos de troca. Funciona apenas entre bancos centrais e também pode ser trocado por moeda corrente com o aval do FMI. Tendo sido criado em 1969, começou a ser utilizado apenas em 1981. Seu valor é determinado pela variação média da taxa de câmbio dos cinco maiores exportadores do mundo: França (Euro), Alemanha (Euro), Japão (iene), Reino Unido (libra esterlina) e Estados Unidos (dólar estadunidense). A partir de 1999, o euro substituiu as moedas francesa e alemã neste cálculo. O Fundo possui hoje, aproximadamente, US$ 310 bilhões, ou DES 213 bilhões, disponíveis para empréstimo. A cotação do DES hoje (em 23 de Janeiro de 2015) é de 1,401240 USD. Através de média ponderada: soma de uma quantia específica das 4 moedas com a cotação em dólar estadunidense (português europeu) ou americano (português brasileiro), com base nas taxas diárias de câmbio do mercado de Londres.

## Cotas
Cada país membro detém no FMI uma cota a ser determinada com base em seus indicadores econômicos, entre eles o PIB. Quanto maior a contribuição ao FMI, maior é o peso do voto nas decisões. Há uma revisão geral das cotas a cada cinco anos. O Fundo pode propor um aumento nas cotas de determinado país, mas é necessária a aprovação por 85% dos votos para qualquer modificação. Os membros que queiram aumentar sua cota devem pagar ao Fundo a mesma quantia em DES correspondente ao aumento.
Os cinco maiores acionistas são: Estados Unidos, Alemanha, Japão, França e Reino Unido.
Cada país pode retirar 25% de sua cota correspondente. Acima deste percentual, é preciso assinar um termo (carta de intenções, atrelada geralmente a um memorando técnico de entendimento) onde se compromete a reduzir o déficit fiscal e promover a estabilização monetária.
A partir de 1980, o FMI passa a funcionar como supervisor da dívida externa.
Recentemente, o combate à pobreza mundial vem-se tornando uma preocupação central.
- Dez maiores cotistas

| Posição | País Membro    | Cotas (milhões DES) | % das cotas |
| ------- | -------------- | ------------------- | ----------- |
| 1º      | Estados Unidos | 37 149,30           | 17,46       |
| 2º      | Japão          | 13 312,80           | 6,26        |
| 3º      | Alemanha       | 13 008,20           | 6,11        |
| 4º      | Reino Unido    | 10 738,50           | 5,05        |
| 5º      | França         | 10 738,50           | 5,05        |
| 6º      | Itália         | 7 055,50            | 3,32        |
| 7º      | Arábia Saudita | 6 985,50            | 3,28        |
| 8º      | China          | 6 369,20            | 2,99        |
| 9º      | Canadá         | 6 369,20            | 2,99        |
| 10º     | Rússia         | 5 945,40            | 2,79        |
| 17º     | Brasil         | 3 036,10            | 2,46        |
| 42º     | Portugal       | 1 029,70            | 0,43        |

- Juntos, os 10 primeiros possuem 55,3% da capacidade total de votos.

## Formas de financiamento
- SBA - Acordo de crédito contingente ou acordo stand-by (Stand-by agreement) - é a política mais comum de empréstimos do FMI. É utilizada desde 1952 em países com problemas de curto prazo na balança de pagamentos. Essa política envolve apenas o financiamento direto de 12 a 18 meses. O prazo de pagamento vai de três a cinco anos. São cobrados juros fixos de 2,22% mais uma taxa variável que pode chegar a 2%.
- ESF - Programa de Contenção de choques externos (Exogenous Shocks Facility) - Crises e/ou conflitos temporários vinculadas a outros países e que influem no comércio, flutuações no preço de commodities, desastres naturais. Duram de 1 a 2 anos. Foca apenas nas causas do choque. Todos os membros podem pleitear esse empréstimo, mas sob as regras de um Plano de Assistência de Emergência.
- EFF - Programa de Financiamento Ampliado (Extended Fund Facility) - Problemas de médio prazo, destinados àqueles países que possuem problemas estruturais no balanço de pagamentos. Procura-se resolver os problemas através de reformas e privatizações. Seu prazo vai de 3 a 5 anos.
- SRF - Programa de Financiamento de Reserva Suplementar (Supplemental Reserve Facility) - problemas de curto prazo de mais difícil resolução, como a perda de confiança no mercado ou ataques especulativos. Esses empréstimos são pagos em um prazo de até dois anos e, sobre eles, são cobrados juros fixos de 2,22% ao ano mais uma taxa que varia de 3% a 5%.
- PRGF - Programa de Financiamento para Redução da Pobreza e Desenvolvimento (Poverty Reduction and Growth Facility) - destinada a países pobres. Está ligada às estratégias de combate à pobreza e retomada do crescimento. É exigido um documento do país membro contendo as estratégias para combate à pobreza. Com taxas de 0,5% anuais, e podem ser pagos com prazo de 5½ a 10 anos.
- Assistência Emergencial (Emergency Assistance), para auxilio a países que sofreram catástrofes naturais ou foram palco de conflitos militares e ficaram economicamente desestabilizados.

## Poder de voto
| Membro do conselho representante | Total do poder de voto (%) |
| -------------------------------- | -------------------------- |
| Guiné Equatorial                 | 1,44                       |
| Argentina                        | 1,99                       |
| Índia                            | 2,39                       |
| Brasil                           | 2,46                       |
| Irão                             | 2,47                       |
| Rússia                           | 2,74                       |
| Suíça                            | 2,84                       |
| China                            | 2,94                       |
| Tanzânia                         | 3,00                       |
| Malásia                          | 3,17                       |
| Arábia Saudita                   | 3,22                       |
| Egito                            | 3,26                       |
| Austrália                        | 3,33                       |
| Noruega                          | 3,51                       |
| Canadá                           | 3,71                       |
| Itália                           | 4,18                       |
| México                           | 4,27                       |
| Países Baixos                    | 4,84                       |
| França                           | 4,95                       |
| Reino Unido                      | 4,95                       |
| Bélgica                          | 5,13                       |
| Alemanha                         | 5,99                       |
| Japão                            | 6,13                       |
| Estados Unidos                   | 17,08                      |

## Diretor Geral
| Datas                                           | Nome                   | País          |
| ----------------------------------------------- | ---------------------- | ------------- |
| 6 de maio de 1946 — 5 de maio de 1951           | Camille Gutt           | Bélgica       |
| 3 de agosto de 1951 — 3 de outubro de 1956      | Ivar Rooth             | Suécia        |
| 21 de novembro de 1956 — 5 de maio de 1963      | Per Jacobsson          | Suécia        |
| 1 de setembro de 1963 — 31 de agosto de 1973    | Pierre-Paul Schweitzer | França        |
| 1 de setembro de 1973 — 16 de junho de 1978     | Johannes Witteveen     | Países Baixos |
| 17 de junho de 1978 — 15 de janeiro de 1987     | Jacques de Larosière   | França        |
| 16 de janeiro de 1987 — 14 de fevereiro de 2000 | Michel Camdessus       | França        |
| 1 de maio de 2000 — 4 de março de 2004          | Horst Köhler           | Alemanha      |
| 7 de junho de 2004 — 19 de junho de 2007        | Rodrigo de Rato        | Espanha       |
| 28 de setembro de 2007 — 19 de maio de 2011     | Dominique Strauss-Kahn | França        |
| 28 de junho de 2011 — 12 de setembro de 2019    | Christine Lagarde      | França        |
| 1 de outubro de 2019 — presente                 | Kristalina Gueorguieva | Bulgária      |

## Críticas

### Adesão de ditaduras militares ao FMI e ao Banco Mundial
O propósito dos acordos estabelecidos em Bretton Woods se tornou controverso desde o período mais recente da Guerra Fria, devido ao fato de que o FMI permitiu a adesão de ditaduras militares aliadas dos Estados Unidos e da Europa.[carece de fontes?] Movimentos antiglobalização acusam o FMI de ser apático ou hostil aos valores de democracia, direitos humanos e direitos trabalhistas. Em contrapartida, os argumentos a favor do FMI dizem que a estabilidade econômica é um precursor da democracia. Não obstante, os críticos argumentam que países democráticos já foram à falência após receber empréstimos do FMI.[carece de fontes?]
Na década de 1960 o FMI e o Banco Mundial forneceram dezenas de milhões de dólares em empréstimos e créditos ao governo militar brasileiro Castello Branco, que teriam sido supostamente negados a governos anteriores não ditatoriais.[carece de fontes?]

#### Dívida com o FMI/Banco Mundial gerada por governos ditatoriais:[13][carecede fontes?]
| País em dívida             | Regime                               | No poder desde | No poder até | dívida no início do regime | dívida ao fim do regime | dívida do país em 1996 | dívida gerada pelo regime ditatorial ($ milhares de milhões) | % sobre o total da dívida |
| -------------------------- | ------------------------------------ | -------------- | ------------ | -------------------------- | ----------------------- | ---------------------- | ------------------------------------------------------------ | ------------------------- |
| Argentina                  | Ditadura militar argentina           | 1976           | 1983         | 9,3                        | 48,9                    | 93,8                   | 39,6                                                         | 42%                       |
| Bolívia                    | Ditadura militar boliviana           | 1962           | 1980         | 0                          | 2,7                     | 5,2                    | 2,7                                                          | 52%                       |
| Brasil                     | Ditadura militar brasileira          | 1964           | 1985         | 5,1                        | 105,1                   | 179                    | 100                                                          | 56%                       |
| Chile                      | Ditadura militar chilena             | 1973           | 1989         | 5,2                        | 18                      | 27,4                   | 12,8                                                         | 47%                       |
| El Salvador                | Ditadura militar de El Salvador      | 1979           | 1994         | 0,9                        | 2,2                     | 2,2                    | 1,3                                                          | 59%                       |
| Etiópia                    | Derg                                 | 1977           | 1991         | 0,5                        | 4,2                     | 10                     | 3,7                                                          | 37%                       |
| Haiti                      | Jean-Claude Duvalier                 | 1971           | 1986         | 0                          | 0,7                     | 0,9                    | 0,7                                                          | 78%                       |
| Indonésia                  | Hadji Suharto                        | 1967           | 1998         | 3                          | 129                     | 129                    | 126                                                          | 98%                       |
| Quênia                     | Daniel Moi                           | 1979           | 2002         | 2,7                        | 6,9                     | 6,9                    | 4,2                                                          | 61%                       |
| Libéria                    | Samuel Doe                           | 1979           | 1990         | 0,6                        | 1,9                     | 2,1                    | 1,3                                                          | 62%                       |
| Malawi                     | Hastings Banda                       | 1964           | 1994         | 0,1                        | 2                       | 2,3                    | 1,9                                                          | 83%                       |
| Nigéria                    | Juntas militares da Nigéria          | 1984           | 1998         | 17.8                       | 31,4                    | 31,4                   | 13,6                                                         | 43%                       |
| Paquistão                  | Zia-ul Haq                           | 1977           | 1988         | 7,6                        | 17                      |                        |                                                              |                           |
| Paraguai                   | Ditadura militar no Paraguai         | 1954           | 1989         | 0,1                        | 2,4                     | 2,1                    | 2,3                                                          | 96%                       |
| Filipinas                  | Quarta República Filipina            | 1965           | 1986         | 1,5                        | 28,3                    | 41,2                   | 26,8                                                         | 65%                       |
| Somália                    | República Democrática da Somália     | 1969           | 1991         | 0                          | 2,4                     | 2,6                    | 2,4                                                          | 92%                       |
| África do Sul              | Apartheid                            | 1948           | 1992         | 0                          | 18,7                    | 23,6                   | 18,7                                                         | 79%                       |
| Sudão                      | República Democrática do Sudão       | 1969           | presente     | 0,3                        | 17                      | 17                     | 16,7                                                         | 98%                       |
| Síria                      | Família al-Assad                     | 1970           | 2024         | 0,2                        | 21,4                    | 21,4                   | 21,2                                                         | 99%                       |
| Tailândia                  | Golpe de Estado na Tailândia em 2014 | 1950           | 1983         | 0                          | 13,9                    | 90,8                   | 13,9                                                         | 15%                       |
| Zaire · República do Congo | República do Zaire                   | 1965           | 1997         | 0,3                        | 12,8                    | 12,8                   | 12,5                                                         | 98%                       |

### Críticas ao modelo financeiro
O FMI tem sido muito criticado ultimamente, pois impõe medidas severas de contenção de gastos públicos, não considerando tais gastos como investimentos. A Ação Global dos Povos promoveu vários "Dias Globais de Ação contra o Sistema Capitalista" com manifestações por todo o mundo com início em 18 de Junho de 1999, em Colónia (Alemanha), durante a cimeira do FMI, marcando um novo tipo de mobilização do movimento antiglobalização.
O nível de instabilidade em países em desenvolvimento gera um grau de desconfiança em relação ao Fundo, fazendo com que as medidas para a concessão de empréstimos sejam austeras. No entanto, alguns fatos vêm nos demonstrando que à medida que o grau de confiança do FMI aumenta, há uma flexibilização das condições dos empréstimos. Recentemente, foi concedido ao governo brasileiro um acordo piloto que permite utilizar US$ 1 bilhão em investimentos públicos sem que eles sejam contabilizados como gastos. Durante os próximos três anos, o governo brasileiro poderá utilizar esse dinheiro sem ter que contabiliza-lo como custo.
O retorno financeiro é o fator mais importante na escolha de determinado projeto a ser implementado com base nessa folga orçamentária que será proporcionada pelo acordo piloto. A negociação já vem desde o governo passado, mas somente agora está sendo viabilizada. Aumentar e melhorar os mecanismos de controle de instituições nacionais com o intuito de evitar fraudes, como por exemplo, no INSS, também está na pauta do programa. A melhoria em infraestrutura rodoviária já esta nos planos do governo. O Brasil não é único país em que o FMI esta começando a testar esse novo tipo de acordo e que poderá entrar como uma opção socialmente menos agressiva, pois não considera os gastos públicos como custos.
A confirmação definitiva só virá no encontro do FMI a ser realizado na próxima Primavera.
Stiglitz cita em seu livro A Globalização e Seus Malefícios uma fotografia de 16 de janeiro de 1998 em que aparecem o ex-presidente da Indonésia Haji Mohamed Suharto e o ex-diretor geral do FMI Michel Camdessus na ocasião da celebração de um programa de reformas que a Indonésia teria que implementar em sua economia. A foto mostra Camdessus de braços cruzados em frente a Suharto, enquanto este assina os termos do programa de empréstimo de 43 bilhões de dólares. Na cultura javanesa, isso é sinônimo de ofensa, pois demonstra arrogância. Assim que Suharto viu a foto, o acordo foi cancelado.
Alguns, como Stephen Kanitz, veem o FMI como um organismo dotado de uma agenda particular, com interesses diversos daqueles dos países cotistas. Afirma-se que muitos de seus pronunciamentos e atuações não têm por escopo a manutenção da ordem financeira do sistema internacional, mas sim assegurar o poder de sua tecno-burocracia.
Além disso, o FMI também foi amplamente criticado por sua atuação frente as crises financeiras internacionais e mais particularmente em relação à crise econômica da Argentina em 2002. Atualmente, o organismo passa por uma série de reformas visando uma melhor adaptação de seus objetivos ao contexto internacional.